# Choroba zarostowa żył wątrobowych
Choroba zarostowa żył wątrobowych, zespół niedrożności zatokowej wątroby – przewlekła choroba wątroby. 
Schorzenie to może być spowodowane leczeniem cytostatykami, na przykład busulfanem (zwłaszcza w skojarzeniu z cyklofosfamidem), albo wystąpić jako powikłanie po przeszczepieniu szpiku kostnego. Objawia się narastającym wodobrzuszem, bolesną hepatomegalią i żółtaczką.